# جفرز گاردن (اورگن)
جفرز گاردن (به انگلیسی: Jeffers Garden) یک منطقهٔ مسکونی در ایالات متحده آمریکا است که در Clatsop County واقع شده‌است. جفرز گاردن ۳۶۸ نفر جمعیت دارد و ۱ متر بالاتر از سطح دریا واقع شده‌است.